# Nõmme
Nõmme és un dels vuit districtes administratius (en estonià linnaosa) de Tallinn. Té una extensió de 29,17 km² i compta amb una població l'any 2023 de 37.497 habitants.
Alhora Nõmme es divideix en 10 subdistrictes o barris (en estonià asum): Hiiu, Kivimäe, Laagri, Liiva, Männiku, Nõmme, Pääsküla, Rahumäe, Raudalu iVana-Mustamäe.
El districte és en gran part una àrea suburbana de classe mitja, que consisteix principalment en cases particulars dels anys 1920 i 1930. De vegades se l'anomena la "ciutat forestal".
Aquest districte aculldiversos llocs d'interès històric, com ara el castell de Glehn, l'escultura de Kalevipoeg, el cinema Victoria Palace i el mercat de Nõmme. Altres llocs d'interès importants inclouen el turó de Vanaka, la torre de salt d'esquío el pantà de Pääsküla.

## Història
Nõmme va ser fundada el 1873 per Nikolai von Glehn propietari de la casa pairal de Jälgimäe. Fins a principis de segle XX Nõmme es va desenvolupar només com a destinació d'estiueig i excursions. El desenvolupament va començar al voltant de l'estació de ferrocarril. El 1926 se li van concedir els drets de ciutat, però al començament de l'ocupació soviètica el 1940, es va fusionar amb Tallinn i segueix sent un dels vuit districtes de la ciutat. La reforma administrativa del 1993 va concedir l'autogovern del districte.

## Esport
El districte és la seu del club de futbol Nõmme Kalju FC.

## Galeria d'imatges

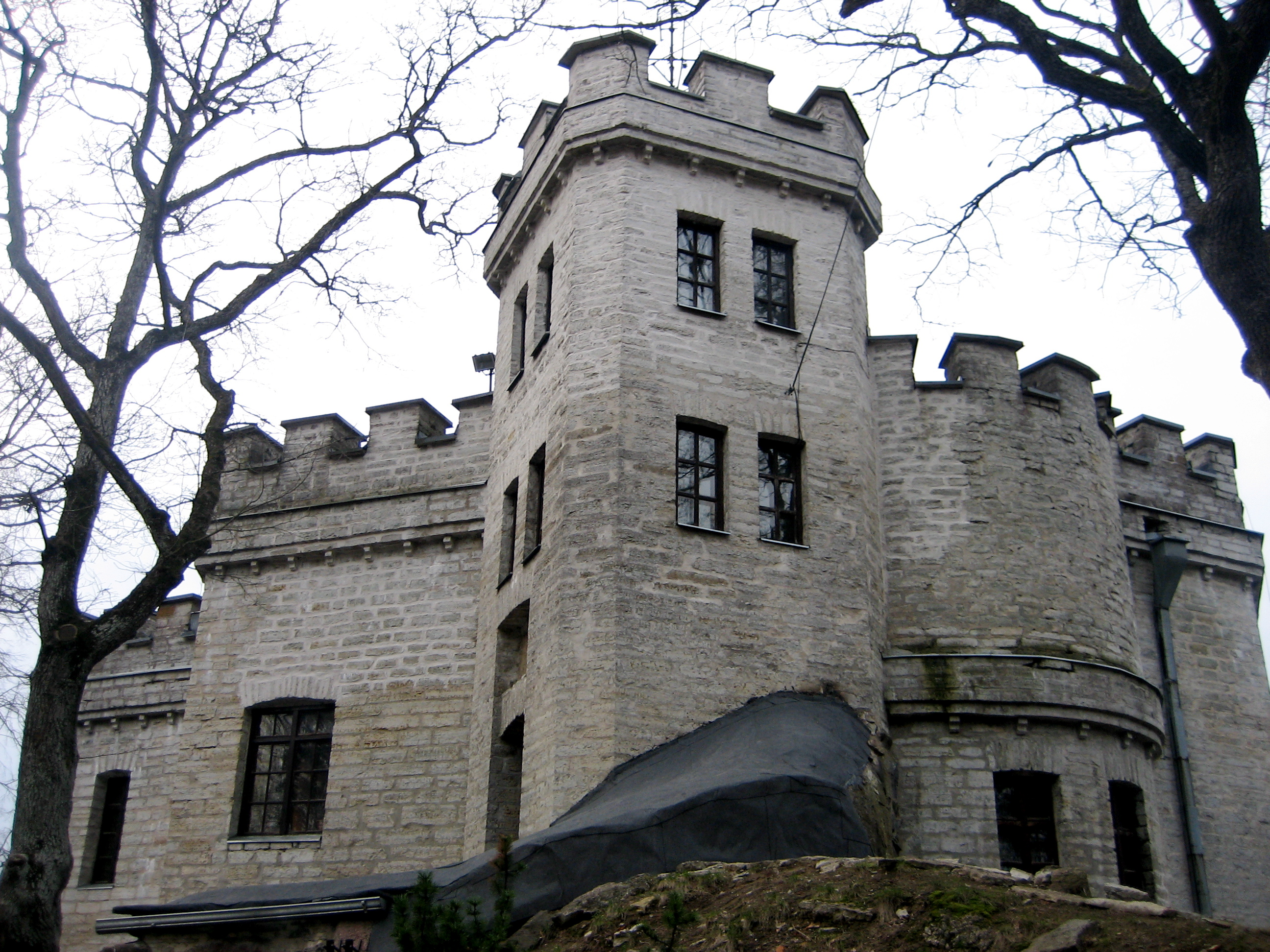
Castell de Glehn.
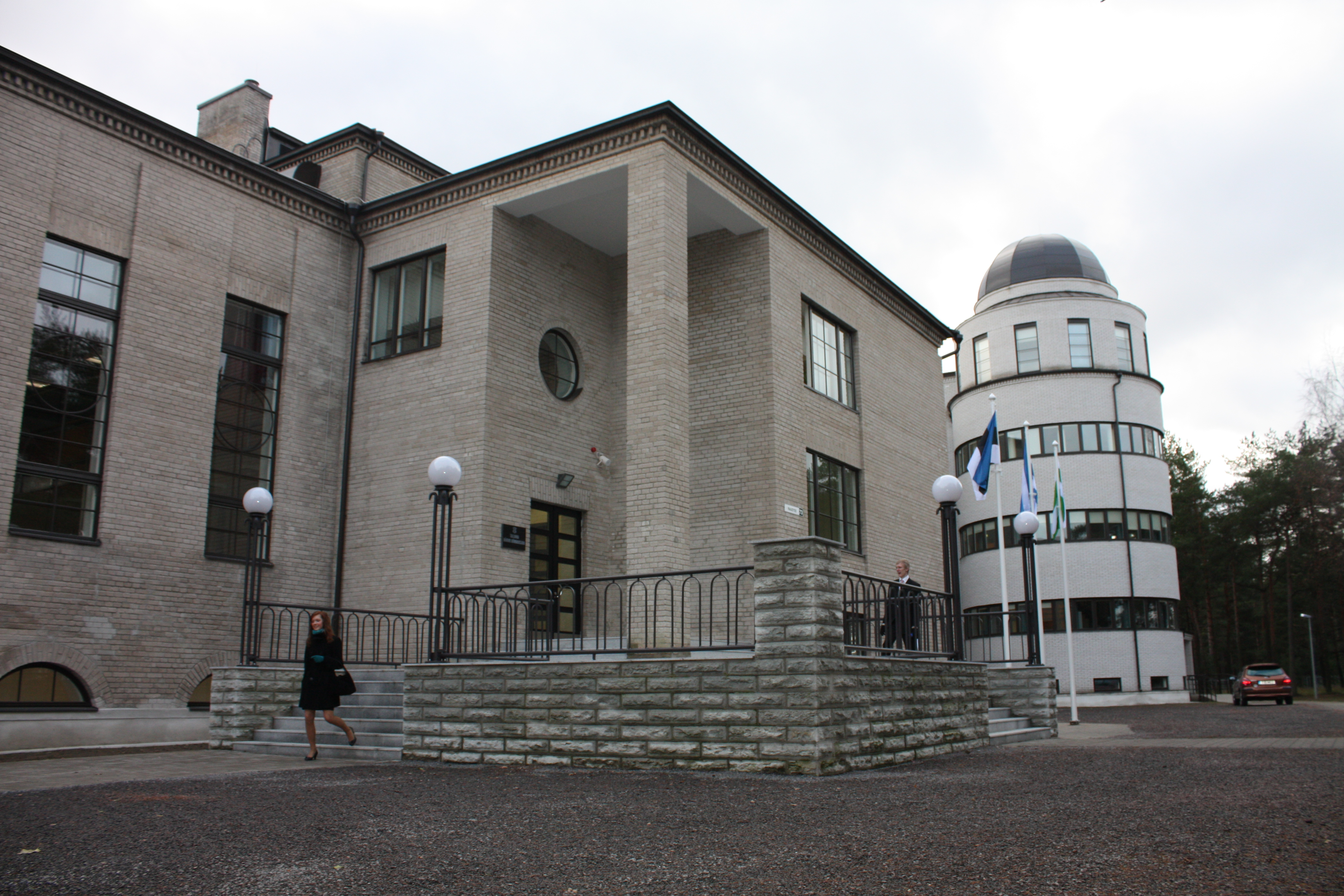
Nõmme Gymnasium (escola de secundària)
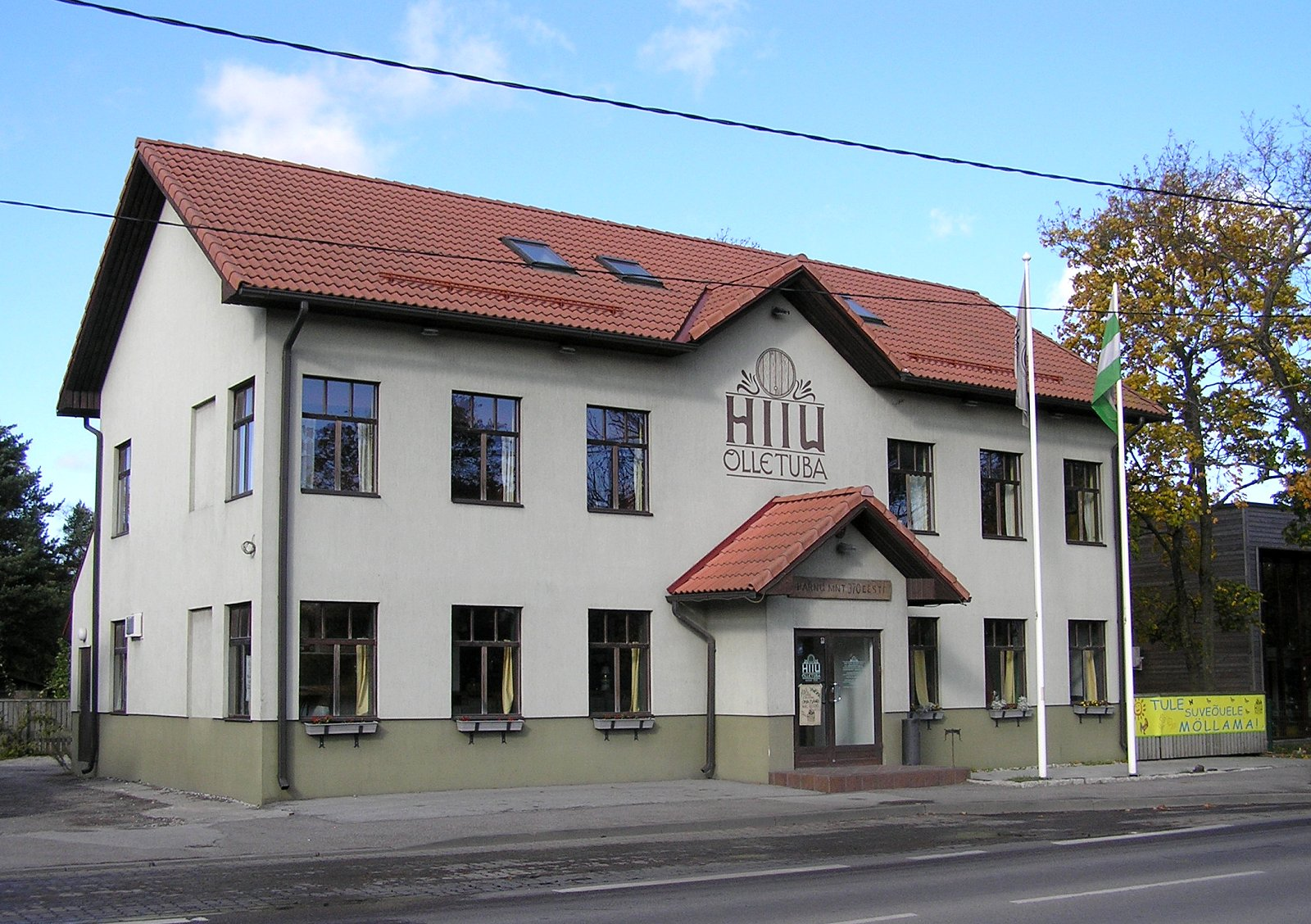
Pub Hiiu Õlletuba.
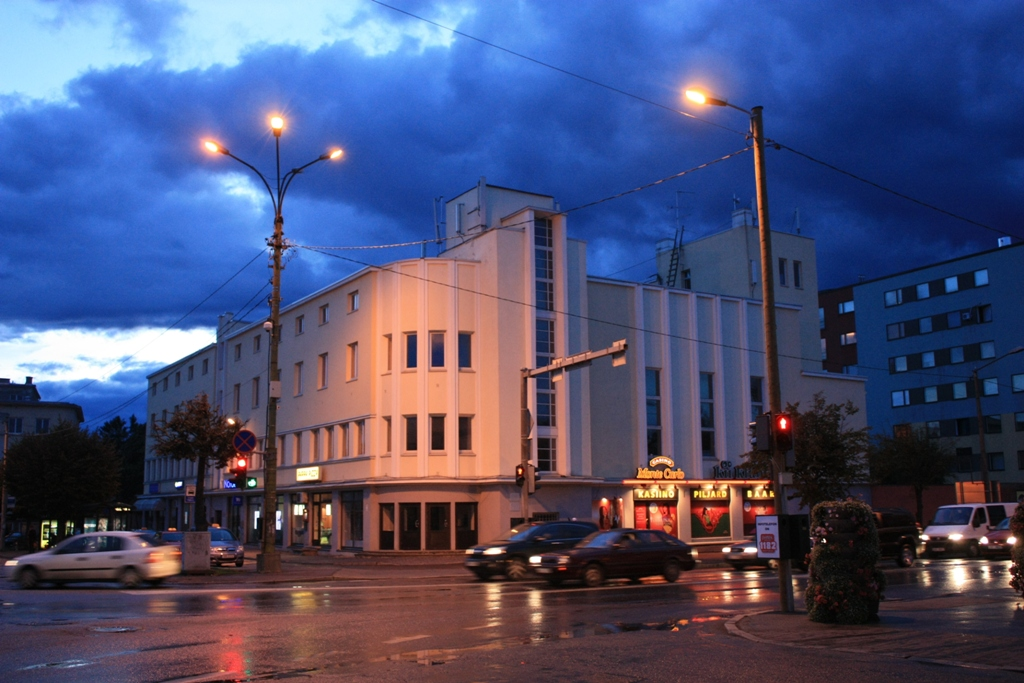
Centre Nõmme.
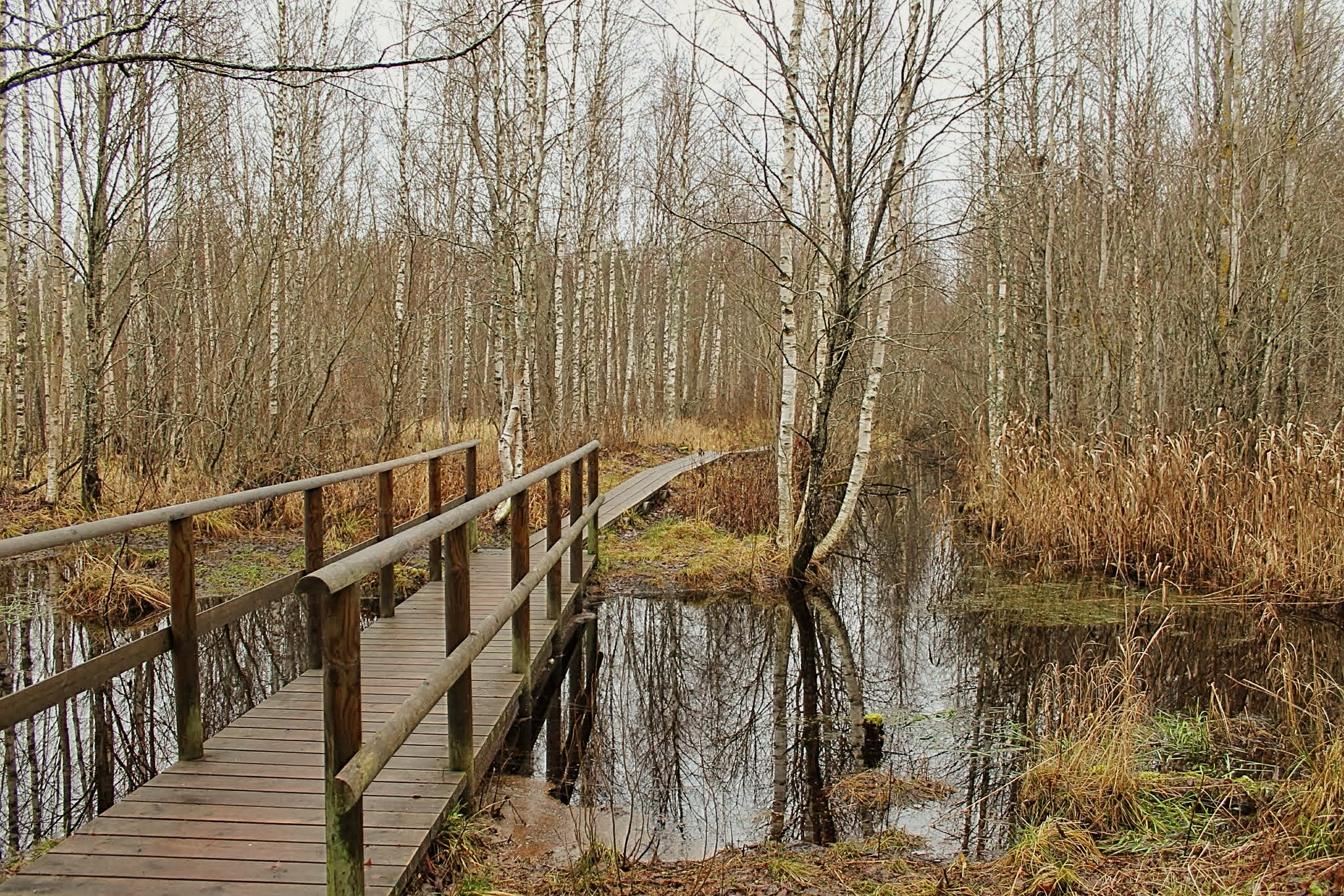
Pantà de Pääsküla.